# Silvia Schön

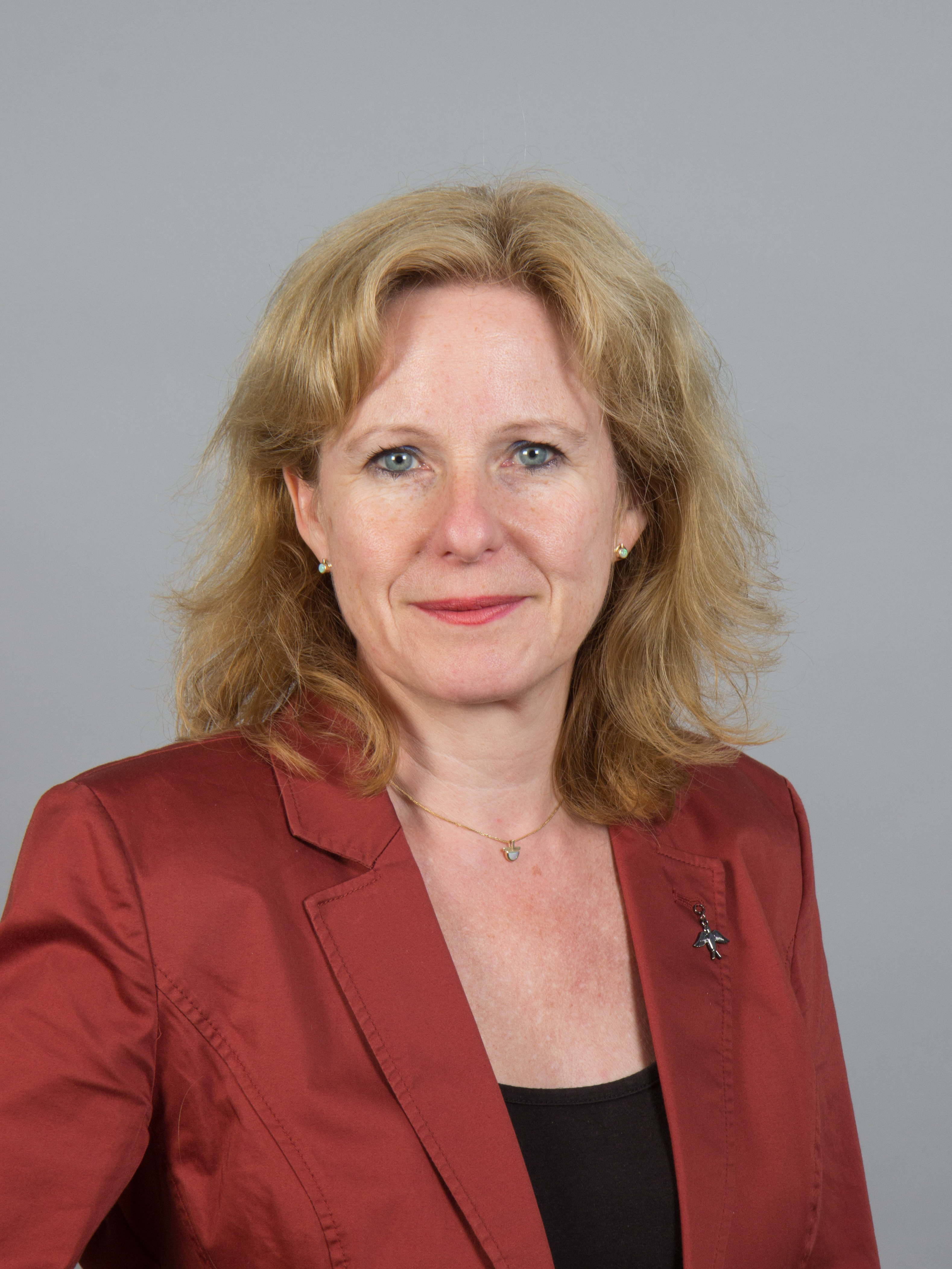
Silvia Schön 2014

Silvia Schön (* 30. Juli 1959 in Bremen) ist eine deutsche Politikerin (Bündnis 90/Die Grünen) und war Abgeordnete und seit 2011 Vizepräsidentin der Bremischen Bürgerschaft.

## Leben

### Ausbildung und Beruf
Schön studierte an der Universität Bremen und der Universität Straßburg Biologie und war als Freie Journalistin in den Themenbereichen Wissenschaft, Medizin und Technik tätig. 1989 und 1990 war sie dann Geschäftsführerin der grünen Kreistags- und Stadtratsfraktion in Unna und von 1990 bis 2003 Geschäftsführerin der Bremer Umwelt Beratung e. V. Daneben war sie als Gutachterin für Umweltprojekte in der Türkei und Nahost und 1991 bis 1995 Beraterin für Arbeits- und Umweltschutzkampagnen der IG Metall.

### Politik
Schön war in den 1970er Jahren in der Bremer Bürgerinitiative gegen Atomenergieanlagen engagiert und Mitglied der Schüler- und Schülerinnenselbstvertretung. Von 1982 bis 1984 war sie Vorsitzende des AStA der Universität Bremen. Sprecherin der Bundesarbeitsgemeinschaft Grüne und Gewerkschaften war sie von 1989 bis 1993. 1995 bis 1999 gehörte sie dem Beirat Östliche Vorstadt an und war von 1996 bis 2000 Vorstandsmitglied der Heinrich-Böll-Stiftung Bremen. 2000/2001 war sie Mitglied des Landesvorstands Bündnis 90/Die Grünen und war von 2001 bis 2003 Landesvorstandssprecherin ihrer Partei.
Von 2003 bis 2015 war Schön Mitglied der Bremischen Bürgerschaft. 

Sie war vertreten im
Ausschuss für Wissenschaft, Medien, Datenschutz und Informationsfreiheit (Vorsitzende),
Haushalts- und Finanzausschuss (Stadt),
Rechnungsprüfungsausschuss (Land und Stadt),
Verfassungs- und Geschäftsordnungsausschuss und im
Vorstand der Bremischen Bürgerschaft sowie in der
staatlichen Deputation für Bildung und im Unterausschuss für berufliche Bildung.
Schön setzt sich für gleiche Bildungschancen unabhängig von sozialer Herkunft, die Stärkung der Städte Bremen und Bremerhaven als Wissenschaftsstandort und die Schaffung von ökologisch nachhaltigen Arbeitsplätzen ein.
Eine große Bedeutung hat für sie die Beendigung der Primatenversuche an der Universität Bremen.
Sie ist seit 2012 Mitglied des Kuratoriums des Alfred-Wegener-Instituts Helmholtz-Zentrum für Polar- und Meeresforschung in der Helmholtz-Gesellschaft.

### Weitere Mitgliedschaften
Schön war Vorstandsmitglied des Landesverbandes für Umweltberatung Bremen/Niedersachsen.